# バトルスターペガサス
バトルスターペガサス (Battlestar Pegasus) は、SFドラマシリーズ宇宙空母ギャラクティカに登場する架空の宇宙空母。オリジナルシリーズ、リ・イマジニングシリーズ双方に登場する。

## オリジナルシリーズのペガサス
コロニー艦隊第5艦隊を率いていた宇宙空母で、パシフィカ級の二番艦とされる。指揮官は艦隊内で「生きる伝説」と称えられる伝説の戦士ケイン司令官（男性）。第5艦隊は、サイロン奇襲攻撃の数年前、辺境地域モーレーケイをパトロール中にサイロンの攻撃を受け全滅した。唯一残ったペガサスが負傷者を収容しコロニー領域を離れたため、サイロンの奇襲攻撃から難を逃れることができた。
その後ペガサスは、惑星ゴモレイ付近でサイロン相手にゲリラ戦を展開していたが、たまたま燃料切れで立ち往生していたコロニー船団を発見。ギャラクティカと共闘し、ゴモレイのサイロン基地燃料タンクを確保することに成功する。しかし、反撃に出たサイロンから船団を守るため、シルバースパーおよびブロンズスパー中隊をギャラクテイカへ合流させた後、3隻のベーススターへ突撃。2隻を撃沈し、バルター指揮艦を退却させるが、「ペガサス」はその後ケイン司令官共々行方不明となった。実際には大損害を受けるも生き残り、植民惑星を開拓したという説がある。船団に再び合流する「ペガサスの帰還」というエピソードが予定されていたが、本編ではこのエピソードはカットされている。

## リ・イマジニングシリーズのペガサス
コロニアル艦隊の中でも最新型であるマーキュリー級宇宙空母。バトルスター第62グループに属する。最新型ということでギャラクティカ以上の戦闘能力及び空母能力を持っている。ギャラクティカとは異なり通路とCICの間は透明な仕切りである。
第二次サイロン戦争の際、惑星スコーピオ軌道上のコロニアル艦隊造船所でオーバーホールを開始する直前にサイロンの攻撃を受けたがとっさにブラインド・ジャンプを行って難を逃れその後はヘレナ・ケイン提督（女性）の指揮下でサイロンを追跡し各個撃破していた。その追跡中に、コロニアル艦隊を発見する。
ギャラクティカとの再会後、艦長間の確執などにより両艦は一触即発の状態になるが、そんな折に人型サイロンの蘇生・供給を行う重要艦“リザレクション・シップ”が発見されたためバトルスター同士の戦闘は回避された。ギャラクティカとの合同作戦の末これの破壊に成功するが、ケイン提督は艦内に監禁していた人型サイロンに射殺されてしまう。その後は有能な指揮官に恵まれず、後任の二人は無能さからの失態や醜聞を経て相次いで死亡する。最終的にはアダマ提督（再会時はギャラクテイカ艦長）の息子であるリー・アダマが艦長となった。
ニュー・カプリカからの民間人救出作戦の際、4隻のサイロン・ベーススターに追い詰められていたギャラクティカを援護するために懐に飛び込み、クルーの脱出後にベース・スターに激突、二隻を巻き添えにして爆沈した。